# Leclercville
Leclercville è un comune del Canada, situato nella provincia del Québec, nella regione di Chaudière-Appalaches.